# Laudadio Formiggini
Laudadio Formiggini (ebraico:לאודאדיו פורמיגיני; Modena, 1690 – Modena, 1763) è stato un banchiere, imprenditore e mercante italiano, gioielliere ufficiale della Corte degli Estensi.

## Biografia
Laudadio Formiggini nacque verso la fine del XVII secolo da Pellegrino Formiggini, esponente di una ricca famiglia ebrea di Modena.
Nel 1718 si sposò con Devora (o Debora) Levi dalla quale ebbe cinque figli: Benedetto (sposato con Grazia Levi), Sara (data in sposa nel 1763 a Salomon Olivetti, importante figura della comunità ebraica di Ivrea), Emanuele (sposato con Grazia Norsa), Flaminio (sposato con Marianna Levi) ed Allegra (data in sposa a Moisè Vita Di Lugo nel 1749).

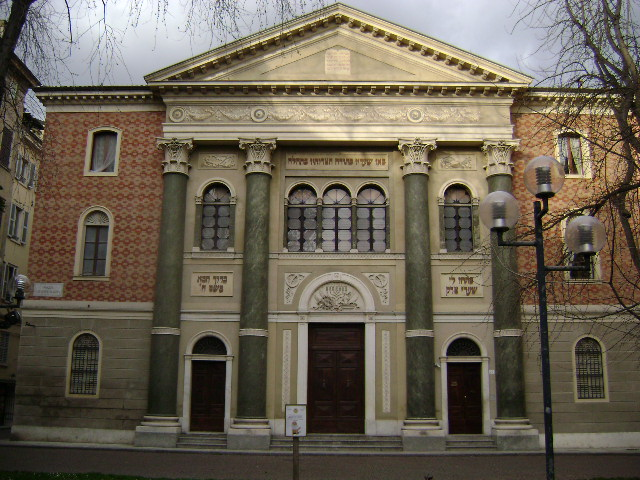
Sinagoga di Modena

Fin dalla seconda metà del secolo XVII il commercio delle gioie (oro e argento lavorati) era stata l'attività che aveva reso la famiglia Formiggini una delle più ricche ed influenti famiglie del ghetto ebraico di Modena. Successivamente i Formiggini, che potevano contare anche su notevoli proprietà immobiliari, si dedicarono anche all'attività del prestito di danaro (arrivarono anche a finanziare la stessa famiglia dei duchi d'Este).
Nel XVIII secolo Laudadio fondò una società con il fratello Moisè, col quale continuò l'attività del commercio di gioie (attività famigliare), liquidando Contardo Geminiano che si era convertito al cattolicesimo.
Nel suo patrimonio ed in quello del fratello rientra tra 1758 e 1760 anche l'oratorio di famiglia, una quota del quale fu ceduto loro dal cugino Aronne, erede di Simone di Elia; mentre un'altra parte venne recuperata attraverso la vendita fatta ai fratelli da Persia Milla. Oltre alla conduzione dell'azienda di gioie, una delle più attive del ducato, si occupò anche dell'attività bancaria.
Morì nel 1763, facendo un lascito anche alla compagnia Covene Hittim, legata alla famiglia e usufruttuaria di una parte dell'Oratorio Formiggini.
Nel 1763, alla morte di Laudadio Formiggini, la società per il commercio di gioie da lui fondata passò nelle mani dei figli Benedetto, Emanuele e Flaminio. Nel 1775, alla morte di Emanuele l'azienda converte il nome in "Ditta Benedetto e Flaminio Formiggini"; con questa denominazione rimase attiva fino verso la fine del secolo, anche dopo che Mosè, Raffaele, Salomone ne presero il controllo alla morte del padre Benedetto (1776). Il 21 settembre 1791 Flaminio lasciò la ditta, e un mese più tardi, il 29 ottobre, i fratelli Formiggini costituirono una nuova società per il commercio delle gioie col nome di Ditta Benedetto Formiggini e figli.

## Discendenza
|                               |                               |                                                             |                                                             |                                |                                       |                               |                               |                             |                             |                                  |                                  |
|                               |                               |                                                             |                                                             |                                |                                       | Elia Formiggini capostipite = |                               |                             |                             |                                  |                                  |
|                               |                               |                                                             |                                                             |                                |                                       |                               |                               |                             |                             |                                  |                                  |
|                               |                               |                                                             |                                                             |                                |                                       |                               |                               |                             |                             |                                  |                                  |
|                               |                               |                                                             |                                                             |                                |                                       | Pellegrino Formiggini ?-?     |                               |                             |                             |                                  |                                  |
|                               |                               |                                                             |                                                             |                                |                                       |                               |                               |                             |                             |                                  |                                  |
|                               |                               |                                                             |                                                             |                                |                                       |                               |                               |                             |                             |                                  |                                  |
|                               |                               | Laudadio Formiggini 1690-1763 sp. Dora Devora Levi nel 1718 | Laudadio Formiggini 1690-1763 sp. Dora Devora Levi nel 1718 |                                |                                       |                               |                               | Mosè Formiggini ?-?         | Mosè Formiggini ?-?         | Contardo Formiggini ?-?          | Contardo Formiggini ?-?          |
|                               |                               |                                                             |                                                             |                                |                                       |                               |                               |                             |                             |                                  |                                  |
|                               |                               |                                                             |                                                             |                                |                                       |                               |                               |                             |                             |                                  |                                  |
| Emanuele Formiggini 1730-1775 | Emanuele Formiggini 1730-1775 | Flaminio Formiggini 1726-1801                               | Flaminio Formiggini 1726-1801                               | Benedetto Formiggini 1726-1776 | Benedetto Formiggini 1726-1776        | Emanuele Formiggini 1715-1790 | Emanuele Formiggini 1715-1790 | Bonavent. Formiggini ?-1798 | Bonavent. Formiggini ?-1798 | Rav. Isacco Formiggini 1715-1788 | Rav. Isacco Formiggini 1715-1788 |
|                               |                               |                                                             |                                                             |                                |                                       |                               |                               |                             |                             |                                  |                                  |
|                               |                               |                                                             |                                                             |                                |                                       |                               |                               |                             |                             |                                  |                                  |
|                               |                               |                                                             | Mosè Formiggini 1756-1809                                   | Mosè Formiggini 1756-1809      | Salomone Formiggini 1760-1817         | Salomone Formiggini 1760-1817 |                               |                             |                             |                                  |                                  |
|                               |                               |                                                             |                                                             |                                |                                       |                               |                               |                             |                             |                                  |                                  |
|                               |                               |                                                             |                                                             |                                |                                       |                               |                               |                             |                             |                                  |                                  |
|                               |                               |                                                             |                                                             |                                | Emanuele Formiggini 1793-1833         |                               |                               |                             |                             |                                  |                                  |
|                               |                               |                                                             |                                                             |                                |                                       |                               |                               |                             |                             |                                  |                                  |
|                               |                               |                                                             |                                                             |                                |                                       |                               |                               |                             |                             |                                  |                                  |
|                               |                               |                                                             |                                                             |                                | Pellegrino Formiggini 1826-1892       |                               |                               |                             |                             |                                  |                                  |
|                               |                               |                                                             |                                                             |                                |                                       |                               |                               |                             |                             |                                  |                                  |
|                               |                               |                                                             |                                                             |                                |                                       |                               |                               |                             |                             |                                  |                                  |
|                               |                               |                                                             |                                                             |                                | Angelo Fortunato Formiggini 1878-1938 |                               |                               |                             |                             |                                  |                                  |